# Kollektive Sicherheit
Kollektive Sicherheit bezeichnet in der Rechts- und Politikwissenschaft ein Militärbündnis zwischen mehreren Staaten zum Schutz vor Angriffen durch Nichtmitglieder. Im engeren Sinn bezeichnet es seit dem Ersten Weltkrieg die sicherheitsrelevanten Bestimmungen internationaler Organisationen wie des Völkerbunds und der Vereinten Nationen. Im Unterschied zu gewöhnlichen Militärbündnissen sind diese dauerhaft, institutionalisiert und haben einen Anspruch auf Universalität.

## Geschichte
Das Konzept der kollektiven Sicherheit ist eine Weiterentwicklung der seit der Antike bekannten Militärbündnisse, die auf einem Kräftegleichgewicht beruhten und sich oft als unstetig erwiesen, weil sie meist von kurzfristigen Interessen getrieben waren.
Die Satzung des Völkerbundes gebot seinen Mitgliedern eine friedliche Beilegung internationaler Konflikte und sie verbot den Krieg, außer in wenigen wohldefinierten Fällen. Ein erster Versuch, dem Völkerbund durch obligatorische Schiedsgerichtsbarkeit und Sanktionen gegen Friedensstörer Durchsetzungskraft zu verleihen, scheiterte 1924 mit dem Genfer Protokoll. Das Verbot des Krieges wurde durch den Briand-Kellogg-Pakt 1928 noch ausgeweitet, zugleich wurde mit dem Internationalen Gerichtshof (1920) und dem Genfer Generalakt von 1928 ein Mechanismus zur friedlichen Streitbeilegung geschaffen. Der Völkerbund garantierte seinen Mitgliedern die Unabhängigkeit und territoriale Integrität und versprach, sie vor einer Aggression solidarisch zu verteidigen. Für Verstöße gegen diese Bestimmungen sah die Charta Sanktionen und kollektive Maßnahmen vor, die der Völkerbundrat beschloss. Das System hat sich in der Zwischenkriegszeit nur teilweise bewährt, was auch an der geringen Universalität des Völkerbundes lag: Die USA waren immer außen vor geblieben und andere Großmächte wie die UdSSR, Deutschland, Japan und Italien hatten sich nur zeitweise daran beteiligt. Auch die allgemeine negative Entwicklung im Vorfeld des Zweiten Weltkrieges lief dem System zuwider.
Auf Grundlage der Erfahrungen im Zweiten Weltkrieg entstand ein verbessertes System kollektiver Sicherheit. Die Charta der Vereinten Nationen verbietet jede Gewalt und auch deren Androhung (Artikel 2.4), außer zur Selbstverteidigung bei einem begonnenen Angriff (Artikel 51). Im Gegenzug gibt es im Kapitel VI ein System zur friedlichen Beilegung von Konlikten, darüber hinaus ist eine umfassende wirtschaftliche, kulturelle und anderweitige Zusammenarbeit der Mitgliedsstaaten zur Sicherung des Weltfriedens vorgesehen. Kapitel VII regelt kollektive Zwangsmaßnahmen zur Durchsetzung der Prinzipien der Charta, welche dem UN-Sicherheitsrat übertragen wurden. Diese Maßnahmen umfassen sowohl militärische (Artikel 42) als auch zivile wie Sanktionen bis hin zur völligen Blockade (Artikel 41). Die Mitglietsstaaten sind verpflichtet, den Beschlüssen des Sicherheitssrates zu folgen und müssen ihm auch militärische Truppen bereitstellen. Im Unterschied zum Völkerbund sichert die UN-Charta auch Nichtmitgliedern die Unabhängigkeit und territoriale Integrität zu, verlangt jedoch von allen die Erhaltung des Weltfriedens und die Anerkennung der kollektiven Sicherheit. Staaten dürfen sich dabei nicht auf den rechtlichen Grundsatz Res inter alios acta berufen, wodurch den Bestimmungen Universalität zukommt. Wegen des Vetorechts einiger Großmächte, ständiger Mitglieder des UN-Sicherheitsrats, konnte das System nicht vollständig umgesetzt werden, was erstmals 1950 im Koreakrieg offenbar wurde. Dennoch haben seit 1945 zahlreiche UN-Militäreinsätze stattgefunden. Die Resolution 337/V (1950) ermächtigt die UN-Generalversammlung, bei einer Patt-Situation im UN-Sicherheitsrat an dessen statt tätig zu werden. Auf dieser Grundlage haben UN-Einsätze im Nahen Osten (UNEF 1956), im Kongo (ONUC 1960) und in Zypern (UNFICYP 1964) stattgefunden. Die UN-Generalversammlung ist Gegenstand des Kapitels IV der UN-Charta. Sie beschließt Empfehlungen mit einfacher Stimmenmehrheit und ist in Sicherheitsfragen dem Sicherheitsrat untergeordnet (Artikel 12). Der wachsende Einfluss kleiner und mittlerer Staaten auf die UNO führte zu einer Zunahme kollektiver Maßnahmen, etwa den Sanktionen gegen das Apartheid-Regime in Südafrika in den 1960ern und dem Ende des israelisch-arabischen Krieges 1973. Neu waren die nach Kapitel VII der UN-Charta eingerichteten Tribunale nach dem Vorbild des Nürnberger Tribunals, zur Aburteilung von Kriegsverbrechen in Ruanda (ICTR 1994) und in Jugoslawien (ICTY 1993).
Als regionales System kollektiver Sicherheit für Europa gilt heute die OSZE. Als Weiterentwicklung kann die Gemeinsamen Außen- und Sicherheitspolitik gelten.
Die Wissenschaftlichen Dienste des Bundestages (WD) betrachteten 2009 die Frage, ob die NATO als System der kollektiven Sicherheit anzusehen ist.